# Két könyv minden országoknak és királyoknak jó és gonosz szerencséjöknek okairól
A Két könyv minden országoknak és királyoknak jó és gonosz szerencséjöknek okairól Károli Gáspár másik ismert munkája a Vizsolyi Biblia mellett, melyet 1563-ban nyomtattak ki Debrecenben. Műfaját tekintve protestáns történetbölcselet, történetfilozófiai tanítás.

## A könyvről
Az írás teljes címe: Keet könyö minden orzagoknac es kyralioknac io es gonoz szerenczeieknec okairul: (melyböl meg erthetni, mi az oka az Magyar orzagnakis romlasanac es feiedelmeknec szerenczetlensegeknec) es miczoda ielensegekbõl esmerhettiuc meg, hogy az Istennec iteleti közel vagion.

A könyvet "Döbröczömbe" nyomtatta ki Töröc Mihail. Károli az ajánlást Ruzkai Dobó Domokosnak címzi Gönc, 1563. december 25-i dátummal.
Kutatók azt gondolják, hogy Károli Gáspár műve megírásához az ihletet Johann Carion (1499–1537) Chronicájából merítette, amelyet Philipp Melanchthon (1497 – 1560) dolgozott át (Wittenberg, 1532). Ezt a munkát Károli a wittenbergi egyetemen Philipp Melanchthon előadásaiból közvetlenül is megismerhette. Károli írásában Magyarország történetét bibliai alapon, protestáns szemlélettel értelmezi. A könyvben Magyarország hanyatlásának okait keresi és más írókhoz hasonlóan arra a megállapításra jut, hogy a török csapás a büntetés a magyarok vétkeiért.
Emellett megtalálhatóak még a műben a társadalmi igazságtalanságot felemlegető gondolatok, a világvége közelségének tana, és saját valamint prédikátortársai kiválasztottságának tudata. A mű sok bibliai szövegfordítást tartalmaz, így ez az írása a Bibliafordítás előfutárának is tekinthető.
Egyetlen ismert példánya a Magyar Nemzeti Múzeumban található.

## Modern szövegkiadások
- Két könyv. Minden országoknak és királyoknak jó és gonosz szerencséjeknek okairul. Nyomtatá Mihal Töröc 1563; Egyetemi Ny., Bp., 1931 (Magyar irodalmi ritkaságok)
- Két könyv; sajtó alá rend., bev. Harsányi András; Evangélikus Leánygimnázium, Bp., 1940 (Magyar irodalmi ritkaságok)
- Károli Gáspár válogatott munkái; összeáll., utószó Vargha Balázs; Magvető, Bp., 1958 (Magyar könyvtár)
- Károlyi Gáspár, a gönci prédikátor; vál., sajtó alá rend., utószó, jegyz. Szabó András; Magvető, Bp., 1984 (Magyar hírmondó)